# Alviano
Alviano là một đô thị ở tỉnh Terni (Umbria, miền trun nước Ý).
Đô thị này có dân số 1.508 người.